# Cleveland County (Arkansas)
Cleveland County is een county in de Amerikaanse staat Arkansas.
De county heeft een landoppervlakte van 1.548 km² en telt 8.571 inwoners (volkstelling 2000). De hoofdplaats is Rison.

## Bevolkingsontwikkeling

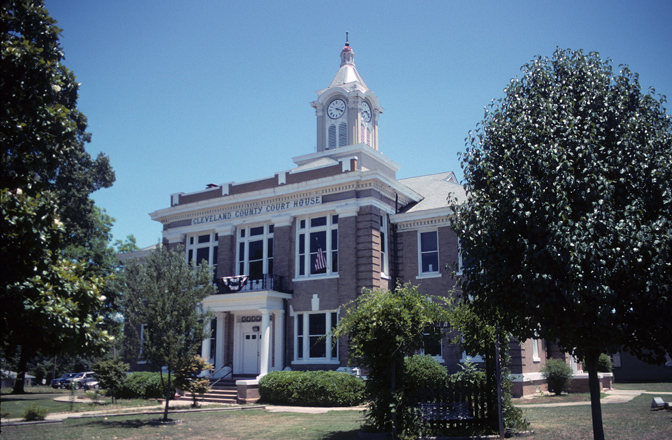
Cleveland County Courthouse